# Raz de Sein
Der Raz de Sein ist eine Meerespassage im südlichen Iroise-Meer zwischen der Île de Sein und der Pointe du Raz im Finistère in der Bretagne. Die etwa acht Kilometer breite Meerenge ist für ihre Riffbrandung und den heftigen Gezeitenstrom bekannt, daher der Begriff raz.

## Beschreibung
Der Raz de Sein ist der kürzeste und sicherste Seeweg für Schiffe, die zwischen der Atlantikküste und dem Ärmelkanal verkehren, denn weiter westlich versperren Untiefen, die Île de Sein und dann die Chaussée de Sein den Weg auf einer Länge von mehr als 30 Seemeilen. Aus Sicherheitsgründen und um das Risiko einer Umweltverschmutzung zu minimieren, dürfen große Schiffe diese Passage nicht mehr befahren.
Es ist auch ein sehr gefährliches Gebiet für die Schifffahrt aufgrund der sehr starken Strömung, die durch die Gezeiten erzeugt wird, die durch die Wassermassen, die zwischen der Pointe du Raz und der Île de Sein zusammenlaufen müssen, noch verstärkt werden: 7 Knoten während der Flut, die nach Nordosten gerichtet ist, 6 Knoten während der Ebbe, die nach Südwesten gerichtet ist, während der Springtiden mit einem Koeffizienten von 100. Die Strömung führt selbst bei einer mäßigen Brise zu einem sehr starken Seegang, der auch für Schiffe einer bestimmten Tonnage unangenehm ist. In Schifffahrtsführern wird empfohlen, mit der Durchfahrt durch die Raz de Sein zu warten, bis die Strömung aufhört und sich das Meer beruhigt. 
Die Passage des Raz de Sein wird im Norden durch den Breitengrad begrenzt, der durch den Leuchtturm von Tévennec verläuft, und im Süden durch den Breitengrad, der durch die Pointe de Lervily zwischen der Pointe du Raz und dem Pont des chats verläuft.

## Leuchttürme und Leuchtfeuer
- Phare de la Vieille
- Tourelle de la Plate
- Tourelle du Chat
- Phare de Tévennec
- Grand phare de l’Île de Sein

## Potenzial für Wasserkraftwerk
Die starke Strömung im Raz de Sein könnte für den Bau eines Meeresströmungskraftwerks interessant sein.

## Schiffbrüche
Die Élorn, ein ehemaliger Öltanker der französischen Streitkräfte (Forces navales françaises libres), lief am 25. Oktober 1957 auf dem Felsen des Leuchtturms La Vieille auf. Das Schiff wurde nicht evakuiert, sondern nach Brest geschleppt. Am nächsten Tag wurde das Schiff ins Trockendock gebracht und angesichts des Ausmaßes des Risses beschlossen, es nicht zu reparieren.
Am 12. Januar 1978 um 23:20 Uhr geriet das Geschwaderschiff Duperré D633 aufgrund eines Navigationsfehlers bei stürmischem Wetter in den Raz de Sein. Durch einen Wassereinbruch verlor es seinen Antrieb. Nachdem der Großteil der Besatzung mit einem Rettungsboot von der Île de Sein aus gerettet worden war, wurde das Schiff am nächsten Tag nach Brest geschleppt. Ein 35 Meter langer Riss im Rumpf und das gesamte zerstörte Antriebssystem ließen Zweifel an der Instandsetzung aufkommen. Erst am 30. November 1979 wurde es schließlich repariert.
Am 26. Mai 2006 verunglückten der Unternehmer Édouard Michelin und der Kapitän des Fischerboots Guillaume Normant beim Seebarschfang im Raz de Sein. Das Fischerboot wurde am übernächsten Tag ohne erkennbare Schäden in 70 m Tiefe etwa 15 km westlich der Île de Sein liegend aufgefunden.